# Distant Sun
Distant Sun is een nummer van de Australisch-Nieuw-Zeelandse band Crowded House. Het is de eerste single van hun vierde studioalbum Together Alone uit 1993. Op 20 september dat jaar werd het nummer op single uitgebracht.

## Achtergrond
"Distant Sun" had het meeste succes in Nieuw-Zeeland en Canada; in beide landen behaalde de single de top 10. In Australië, het thuisland van Crowded House, werd de 23e positie behaald, de VS de 13e, Duitsland de 70e, de Eurochart Hot 100 de 57e en in het Verenigd Koninkrijk de 19e positie in de UK Singles Chart.    
In Nederland werd de single in het najaar van 1993 veel gedraaid op de landelijke radiozenders maar behaalde desondanks géén notering in zowel de Nederlandse Top 40 (tot 18 december 1993 te horen op Radio 3 en vanaf 18 juni 1993 ook op Radio 538) als de dstijds nieuwe publieke hitlijst; toentertijd de Mega Top 50 op Radio 3. De single bleef voor beide hitlijsten steken op de 9e positie in de Tipparade. 
In België behaalde de single géén notering in zowel de voorloper van de Vlaamse Ultratop 50 als de Vlaamse Radio 2 Top 30 en de voorloper van de Waalse Ultratop 50. 